# Iglesia del Santo Sepulcro (Zamora)
La iglesia del Santo Sepulcro es un templo románico, ubicado en la ciudad de Zamora (España). Edificado en el siglo XII, goza de protección especial desde el 13 de junio de 1977, fecha en la que fue declarada bien de interés cultural de carácter provincial, con categoría de monumento.

## Ubicación
Se encuentra situada en la margen izquierda del río Duero, sobre una pequeña loma del barrio que lleva su mismo nombre.

## Historia
Fue edificada en el siglo XII, formando parte en un principio de un conjunto monacal perteneciente a la Cánones del Santo Sepulcro. Con la disolución de la Orden de los Canónigos del Santo Sepulcro en 1489 para España por el Papa Inocencio VIII. (1484-1492), pasó a manos de la Orden del Hospital de San Juan de Jerusalén, a la que perteneció hasta 1894, fecha en la que fue agregada como filial a la abadía de San Frontis.

## Descripción
Es un modesto ejemplo del románico de la ciudad, con planta de una nave prolongada por ábside rectangular y torre o campanario sobre el tramo de los pies y desmochada desde antiguo.

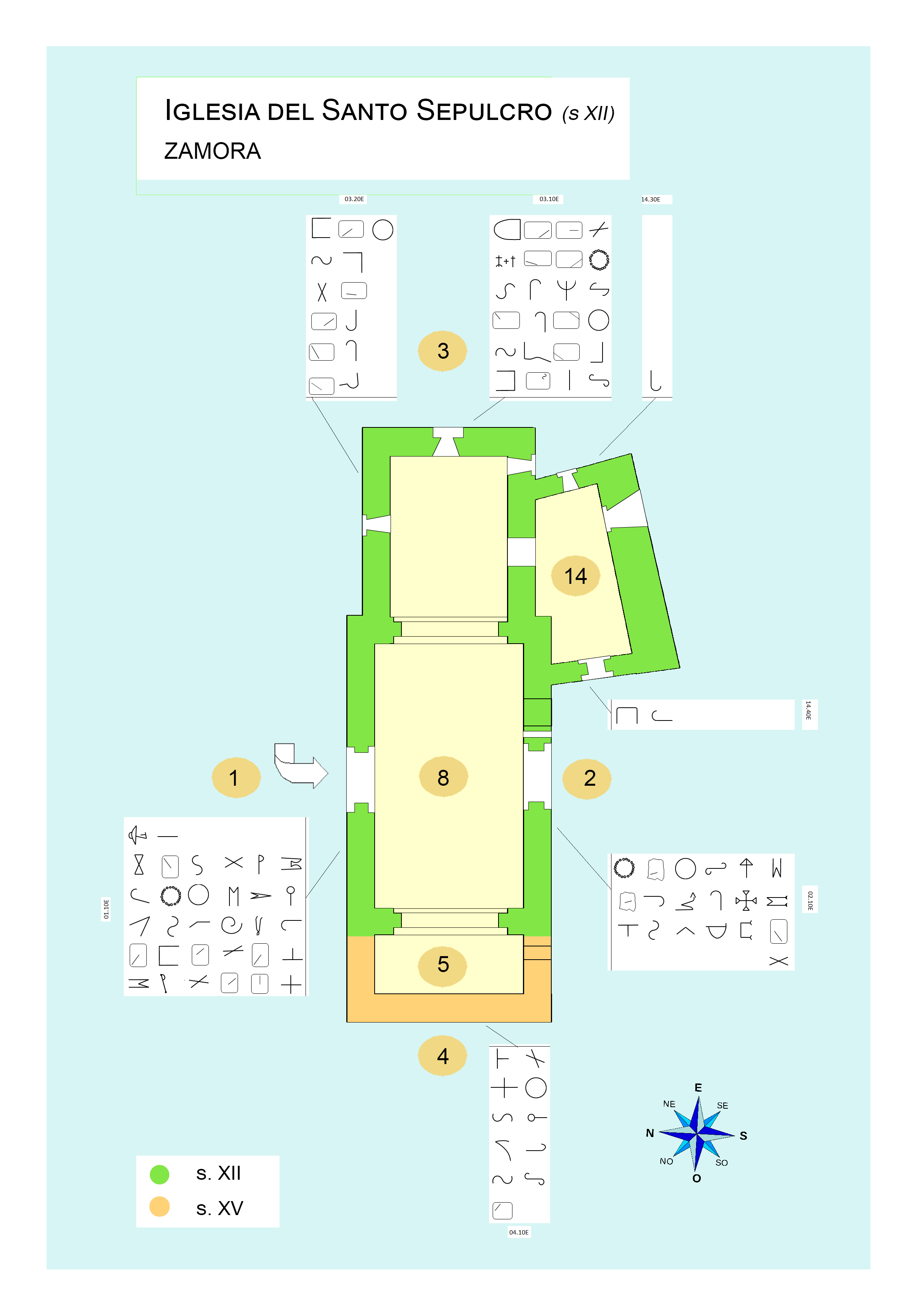
Aprox. a la panta y marcas de cantero.

### Planta
Su planta es rectangular, en estilo románico del siglo XII de una sola nave (8), con ábside (3) de cabecera plana y torre-campanario (5) situada en la fachada oeste (4).

Dispone de portada en las fachadas norte y sur. El acceso al templo se efectúa por la fachada norte (1), protegida con un atrio moderno.

Realizada con sillar de arenisca, presenta la orientación litúrgica habitual.

### Marcas de cantero
Se han identificado 265 signos de 82 tipos diferentes, de diseño sencillo de 1 a 10 trazos, con predominio de trazo curvo, perfil y trazo normal.
Su distribución por zonas puede verse en el informe ‘Distribución’.
En el informe:
Se han identificado 6 maestros canteros especialistas que trabajaron en la fachada norte y 7 en la sur y
6 logias de canteros que trabajaron en la fachada norte, 3 la sur y 3 en la este.

El resto de signos pueden agruparse en:
‘Ejecución y comunes’: Aspas, ángulos y posición de sillar, etc. habituales en todos los edificios.
‘Ideogramas’, con significado simbólico religioso y de protección del templo.
En este templo destaca la marca ‘Curva .g2‘, similar a un báculo, que destaca por su frecuencia y no haber sido detectada en otros templos similares estudiados.
Las tipologías y morfologías identificadas son típicas de una etapa constructiva del románico del siglo XII, ver informe "Etapas históricas".

La densidad de signos, 11.6%, es elevada respecto a otras construcciones similares de la zona.

## Necrópolis
Las excavaciones arqueológicas realizadas en la iglesia, han sacado a la luz una necrópolis utilizada al menos en tres épocas históricas distintas. De entre los hallazgos, destaca un elevado número de enterramientos, habiéndose contabilizado hasta 76 distintas, aunque los restos humanos posiblemente correspondan a más, dado que la necrópolis responde a diversas fases históricas que fueron alterando el trazado original datado en la Edad Media.
La primera utilización de la necrópolis localizada, probablemente de la Edad Media, organizó los enterramientos en dos pasillos, con fosas excavadas en tierra en las que se introducían los cuerpos con los sudarios. La segunda fase de enterramientos se distingue por estructuras de piedra o sillares, también medievales, en los que se puede apreciar la forma de la cabeza. La tercera etapa, del siglo XVI en adelante, arrasa la mayor parte de las tumbas anteriores con enterramientos rectangulares de estructura de piedra cada vez más cerca de la iglesia. En esta última fase, sólo fue respetada una pequeña parcela de las fases anteriores, la situada en torno al pozo que abastecía de agua el lugar.
Además, se han hallado monedas, cerámicas, una cruz de uno de los sarcófagos del siglo XVIII y hasta alfileres que pertenecían a los sudarios con los que se enterraban los cadáveres.